# Гринець Дмитро Митрофанович

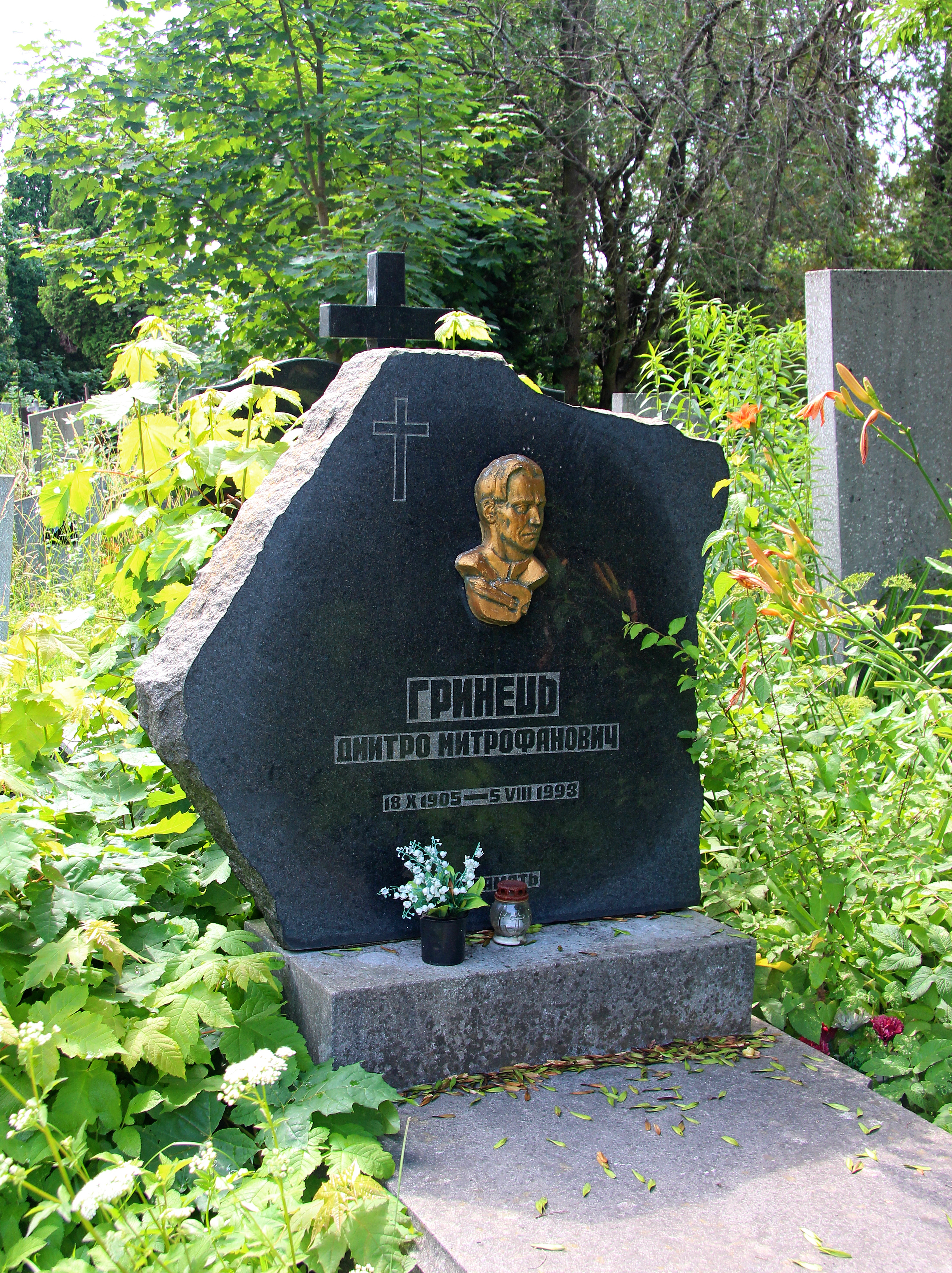

Дмитро Митрофанович Грине́ць (нар. 18 жовтня 1905, Золотоноша — пом. 5 серпня 1993, Львів) — український графік; член Спілки художників України з 1945 року.

## Біографія
Народився 18 жовтня 1905 року у місті Золотоноші (тепер Черкаська область, Україна). 1931 закінчив Харківський художній інститут (викладачі: Василь Касіян, Семен Прохоров, Михайло Шаронов, Михайло Козик). Того ж року отримав першу премію на Всеукраїнському конкурсі плаката.
До 1941 року жив у Харкові, у 1942–1944 роках — Тбілісі, потім у Львові, в будинку на вулиці Інститутській, 20 квартира 9. Помер у Львові 5 серпня 1993 року.
Похований на Сихівському цвинтарі, поле 29 а.

## Творчість
Працював у галузях станкової і книжкової графіки. Виконував плакати на теми соціалістичного будівництва та війни; портрети політичних діячів, письменників, вчених, артистів. Серед робіт:
плакати
- «Музику — на фронт соціалістичного будівництва» (1931);
- «По-більшовицькому борітесь за високий врожай» (1936);
- «Хочу бути пілотом!» (1937);
- «Кукурудза — це той кінь, який нам потрібний» (1960);

портрети
- Ірини Вільде (1945);
- Миколи Островського (1946);
- Івана Франка (1962);
- Соломії Крушельницької (1963);
- Тараса Шевченка (1968, літографія);
- Михайла Шолохова (1968, літографія);
- Григорія Сковороди (1969);
- Володимира Вернадського (1970, літографія);

оформлення видань творів
- Степана Коваліва (1952);
- Івана Франка (1956—1957);
- Петра Козланюка (1956—1957);
- Степана Тудора (1956—1957).

Брав участь у всеукраїнських виставках з 1931 року.